# ESRI
ESRI（Environmental Systems Research Institute, Inc.）は、地理情報システム (GIS) のソフトウェア、データ、出版、提供を行なっている企業。米国のカリフォルニア州レッドランズ市に所在し、GIS関連では世界有数の企業である。

## 社名の読み
海外では、2010年までは「イー・エス・アール・アイ」と読むのが正式で、社長のジャック・デンジャモンドをはじめ、Esriが自社名を呼称する際にはこう呼んでいた。ただ、海外のユーザは「エズリ」と呼ぶ人が多く、2010年のブランド改変に伴いEsriは自らを「エズリ」と呼称するようになった。
これに伴い、文書中の表記も変更された。これまでは米国法人を"ESRI"と表記していたが、2010年以降は"Esri"と表記する。
日本では最初の正規代理店だった株式会社パスコが「エスリ製品」と呼んでいたことからこの呼称が一般的である。現在の国内総販売代理店であるESRIジャパン株式会社の社名は「エスリジャパン」と発音するのが正式である。2010年以降も法人名は「ESRIジャパン株式会社」であり、「エスリ」と表音する。

## データ形式
現在主流の販売ソフトウェアであるArcGISではジオデータベースをネイティブフォーマットとしている。GISのデファクトスタンダード フォーマットとなっているシェープファイルはEsriが仕様を作成し、公開したデータフォーマットであり、他社のGIS製品でも多く採用されている。

## 主な製品（国内販売製品）
- デスクトップGIS
  - ArcGIS Pro：地図表現、データ編集、データ分析のための高機能デスクトップGIS
- ArcGIS Proエクステンション
  - ArcGIS Spatial Analyst：高度なラスタGIS空間分析
  - ArcGIS 3D Analyst：3Dデータのビジュアライゼーション、分析
  - ArcGIS Network Analyst：交通ネットワーク分析
  - ArcGIS Tracking Analyst：時系列データのビジュアライゼーション、分析
  - ArcGIS Geostatistical Analyst：空間データの高度な統計分析、モデリング
  - ArcGIS Publisher：フリー配布用マップ ファイル作成
- サーバーGIS
  - ArcGIS Enterprise：エンタープライズGISサービスを提供するための高機能サーバGIS
- クラウドGIS
  - ArcGIS Online：インターネット経由ですぐに利用できるオンラインGISサービス